# Левитин, Дэниел
Дэниел Левитин (Daniel J. Levitin, Ph.D.) (род. 27 декабря 1957, Сан-Франциско) — американский учёный, писатель, психолог, а также музыкант, музыкальный продюсер. Профессор Университета Макгилла в Монреале, Канада.
Он опубликовал несколько книг включая два бестселлера Это вот твой мозг на музыке
This Is Your Brain On Music: The Science of a Human Obsession, (Dutton/Penguin, 2006; Atlantic [UK] 2007) и Мир в шести песнях: Как музыкальный мозг сотворил человеческую природу The World in Six Songs: How the Musical Brain Created Human Nature (Dutton/Penguin U.S. and Viking/Penguin Canada, 2008).
Известен обнаружением особого эффекта запоминания вокальной музыки, заключающегося в том, что значимый процент людей (гораздо больший, чем доля носителей абсолютного слуха в населении) склонны воспроизводить (напевать) многократно прослушанные популярные песни именно в той тональности, в которой они звучали в записи. Ранее предполагалось, что в памяти сохраняется только разница между звуками и человеку всё равно, на какой высоте петь в пределах своего диапазона. Эффект был открыт в 1994 году и повторён несколькими исследователями в 2013 году. В тестах 4—12 % испытуемых напевали две из двух песен в оригинальной тональности и 25—40 % хотя бы одну из двух (при хаотичности было бы 0.7 % и 16 %, так как на октаву приходится 12 нот). Обнаружение данного эффекта, получившего имя Левитина (англ. Levitin effect), считается важной вехой в развитии когнитивной психологии.

## Книги
- «The Billboard Encyclopedia of Record Producers» (1999). New York: Watson-Guptill Publications, E. Olsen, C. Wolff, P. Verna, Editors; D. J. Levitin, Associate Editor.
- «Foundations of Cognitive Psychology: Core Readings» (2002), Cambridge, MA: M.I.T. Press
- 'This Is Your Brain On Music: The Science of a Human Obsession, (2006), New York: Dutton/Penguin. (Released in the U.K. and Commonwealth territories by Atlantic, 2007). (Appeared on the New York Times Bestseller List both in hardcover and paperback)
- «The World in Six Songs: How the Musical Brain Created Human Nature» (2008), New York: Dutton/Penguin and Toronto: Viking/Penguin. (New York Times Bestseller)
- «Организованный ум. Как мыслить и принимать решения в эпоху информационной перегрузки» (2014), New York: Dutton/Penguin Random House and Toronto: Allen Lane/Penguin Random House and London: Viking/Penguin Random House.

переводы на русский язык
- Левитин Д. Путеводитель по лжи: критическое мышление в эпоху постправды / пер. с англ. О. Терентьевой. — М.: Манн, Иванов и Фербер, 2018. — 267 с. — (Библиотека фонда "Эволюция"). — 4000 экз. — ISBN 978-5-00100-840-8.